# Hydra (album Within Temptation)
Hydra – szósty album holenderskiego zespołu Within Temptation. Płyta miała swoją premierę 31 stycznia 2014 roku. Pierwszy singiel Paradise (What About Us?) został wydany 27 września 2013 roku. W utworze gościnnie zaśpiewała była wokalistka zespołu Nightwish Tarja Turunen. Drugi singiel Dangerous z gościnnym udziałem Howarda Jonesa został wydany 20 grudnia 2013.

## Lista utworów
Opracowano na podstawie materiału źródłowego.
| Nr  | Tytuł utworu                                           | Słowa                                            | Muzyka                                           | Długość |
| --- | ------------------------------------------------------ | ------------------------------------------------ | ------------------------------------------------ | ------- |
| 1.  | „Let Us Burn”                                          | Sharon den Adel, Westerholt, Daniel Gibson       | Robert Westerholt, Daniel Gibson                 | 5:31    |
| 2.  | „Dangerous” (gościnnie: Howard Jones)                  | Sharon den Adel                                  | Robert Westerholt, Daniel Gibson                 | 4:52    |
| 3.  | „And We Run” (gościnnie: Xzibit)                       | Sharon den Adel, Robert Westerholt, Alvin Joiner | Sharon den Adel, Robert Westerholt, Alvin Joiner | 3:50    |
| 4.  | „Paradise (What About Us?)” (gościnnie: Tarja Turunen) | Sharon den Adel                                  | Sharon den Adel, Martijn Spierenburg             | 5:22    |
| 5.  | „Edge of the World”                                    | Sharon den Adel                                  | Sharon den Adel, Juno Jimmink                    | 4:55    |
| 6.  | „Silver Moonlight”                                     | Sharon den Adel                                  | Sharon den Adel, Martijn Spierenburg             | 5:17    |
| 7.  | „Covered by Roses”                                     | Sharon den Adel                                  | Sharon den Adel, Martijn Spierenburg             | 4:48    |
| 8.  | „Dog Days”                                             | Sharon den Adel                                  | Sharon den Adel, Martijn Spierenburg             | 4:47    |
| 9.  | „Tell Me Why”                                          | Sharon den Adel                                  | Robert Westerholt, Daniel Gibson                 | 6:12    |
| 10. | „Whole World Is Watching” (gościnnie: Dave Pirner)     | Sharon den Adel, Westerholt, Daniel Gibson       | Robert Westerholt, Daniel Gibson                 | 4:03    |
|     |                                                        |                                                  |                                                  | 49:37   |

| Polska edycja | Polska edycja                                          | Polska edycja |
| Nr            | Tytuł utworu                                           | Długość       |
| ------------- | ------------------------------------------------------ | ------------- |
| 1.            | „Let Us Burn”                                          | 5:31          |
| 2.            | „Dangerous” (gościnnie: Howard Jones)                  | 4:52          |
| 3.            | „And We Run” (gościnnie: Xzibit)                       | 3:50          |
| 4.            | „Paradise (What About Us?)” (gościnnie: Tarja Turunen) | 5:22          |
| 5.            | „Edge of the World”                                    | 4:55          |
| 6.            | „Silver Moonlight”                                     | 5:17          |
| 7.            | „Covered by Roses”                                     | 4:48          |
| 8.            | „Dog Days”                                             | 4:47          |
| 9.            | „Tell Me Why”                                          | 6:12          |
| 10.           | „Whole World Is Watching” (gościnnie: Piotr Rogucki)   | 4:03          |
|               |                                                        | 49:37         |

| Bonus CD 2 | Bonus CD 2                                | Bonus CD 2 |
| Nr         | Tytuł utworu                              | Długość    |
| ---------- | ----------------------------------------- | ---------- |
| 1.         | „Radioactive” (cover Imagine Dragons)     | 3:13       |
| 2.         | „Summertime Sadness” (cover Lany Del Rey) | 4:05       |
| 3.         | „Let Her Go” (cover Passenger)            | 3:43       |
| 4.         | „Dirty Dancer” (cover Enrique Iglesiasa)  | 4:15       |
| 5.         | „And We Run” (Evolution Track)            | 5:41       |
| 6.         | „Silver Moonlight” (Evolution Track)      | 6:05       |
| 7.         | „Covered By Roses” (Evolution Track)      | 4:43       |
| 8.         | „Tell Me Why” (Evolution Track)           | 5:00       |
|            |                                           | 36:45      |

## Twórcy
Opracowano na podstawie materiału źródłowego.
| Zespół Within Temptation w składzie - Jeroen van Veen – gitara basowa - Robert Westerholt – gitara, śpiew, produkcja muzyczna - Sharon den Adel – śpiew - Ruud Jolie – gitara, realizacja nagrań - Martijn Spierenburg – instrumenty klawiszowe, orkiestracje, produkcja muzyczna - Mike Coolen – perkusja - Stefan Helleblad – gitara, realizacja nagrań, edycja cyfrowa Inni - Paul Harries, Lars Griemelijkhuijsen, Andrea Swensson, Arjan Kremer, Diana Bloemendal – zdjęcia - Romano Molenaar – oprawa graficzna - Daniel Gibson – produkcja muzyczna, programowanie - Stefan Glaumann – miksowanie - Ted Jensen – mastering - Arno Krabman – realizacja nagrań, edycja cyfrowa - Juno Jimmink – produkcja muzyczna |  | Dodatkowi muzycy - Tarja Turunen – śpiew - Xzibit – rap - Howard Jones – śpiew - Dave Pirner – śpiew - Piotr Rogucki – śpiew - Frank van Essen – skrzypce, altówka - Jonas Pap – wiolonczela |